# Mašoviće
Mašoviće (en serbe cyrillique : Машовиће) est un village de Serbie situé dans la municipalité de Sjenica, district de Zlatibor. Au recensement de 2011, il comptait 135 habitants. 
Mašoviće se trouve à une dizaine de kilomètres du centre-ville de Sjenica, sur la route Sjenica - Nova Varoš. Son nom provient de la famille Mašović qui y vit en majorité. À proximité de la localité se trouve la rivière Uvac.

## Démographie
| 1948 | 1953 | 1961 | 1971 | 1981 | 1991 | 2002 | 2011 |
| ---- | ---- | ---- | ---- | ---- | ---- | ---- | ---- |
| 288  | 303  | 327  | 272  | 219  | 211  | 119  | 135  |

|  |